# Macon Whoopees
Die Macon Whoopees waren ein US-amerikanisches Eishockeyfranchise der Southern Hockey League aus Macon, Georgia. 

## Geschichte
Die Macon Whoopees nahmen zur Saison 1973/74 als eines von sechs Gründungsmitgliedern den Spielbetrieb in der Southern Hockey League auf. In ihrer einzigen Spielzeit belegten die Whoopees den fünften Platz der SHL und wiesen mit nur 22 Siegen in 62 Spielen eine deutlich negative Bilanz auf.
Von 1996 bis 2002 trat ein Team in der Central Hockey League und später East Coast Hockey League an, welches in Anlehnung an die Whoopees den Namen Macon Whoopee trug. 

## Saisonstatistik
Abkürzungen: GP = Spiele, W = Siege, L = Niederlagen, T = Unentschieden, OTL = Niederlagen nach Overtime SOL = Niederlagen nach Shootout, Pts = Punkte, GF = Erzielte Tore, GA = Gegentore, PIM = Strafminuten
| Saison  | GP | W  | L  | T | OTL | SOL | Pts | GF  | GA  | Platz   | Playoffs |
| 1973/74 | 62 | 22 | 38 | 2 | —   | —   | 46  | 244 | 290 | 5., SHL |          |

## Team-Rekorde

### Karriererekorde
Spiele: 60  Mike Penasse
Tore: 38  Al Rycroft
Assists: 51  Cleland Mortson
Punkte: 75  Cleland Mortson
Strafminuten: 170  Mike Penasse